# Xã Lone Tree, Quận Clay, Nebraska
Xã Lone Tree (tiếng Anh: Lone Tree Township) là một xã thuộc quận Clay, tiểu bang Nebraska, Hoa Kỳ. Năm 2010, dân số của xã này là 99 người.